# 부다페스트
부다페스트(헝가리어: Budapest 부더페슈트[*], 문화어: 부다뻬슈뜨)는 헝가리의 수도이자 정치·산업·경제·사회·문화의 중심지다. 인구는 180만을 상회하는데 1980년대 중반의 207만보다는 낮은 수치이다. 현재 중앙유럽 최대의 도시이다. 1873년에 다뉴브강 서편의 부더(Buda)와 오부더('Cổ부더'; Óbuda), 동편의 페슈트(Pest)가 합쳐져 오늘날의 부다페스트가 되었다. 따라서, 부다와 페스트의 두 지역으로 대별된다. 부더와 페스트는 전혀 다르다고 해도 좋을 만큼 서로 경치가 다르다. 역사적 전통이 남아 있는 부다의 사적들과 장려한 의사당 등으로 알려져 있는데, 1956년 헝가리 혁명으로도 유명하다. 부다페스트는 유네스코 세계유산에도 등록되어 있다. 도시 중심에 다뉴브강이 흐르고 있어 "다뉴브의 진주", "다뉴브의 장미"라고 불린다. 구릉지대인 부더는 기복이 심하고 녹음이 우거져 있다. 다뉴브강과 이어지는 언덕에는 변화의 역사를 겪어온 왕궁이 장엄하게 서있고, 서쪽에는 야노슈 산이 우뚝 서있다. 그 산자락에 한적한 주택가가 펼쳐지며 평온한 분위기를 자아내고 있다. 양안의 지구를 연결하는 대표적인 다리가 세체니 다리이다. 북위 47도 29분 57초, 동경 19도 2분 38초에 위치한다.

## 역사

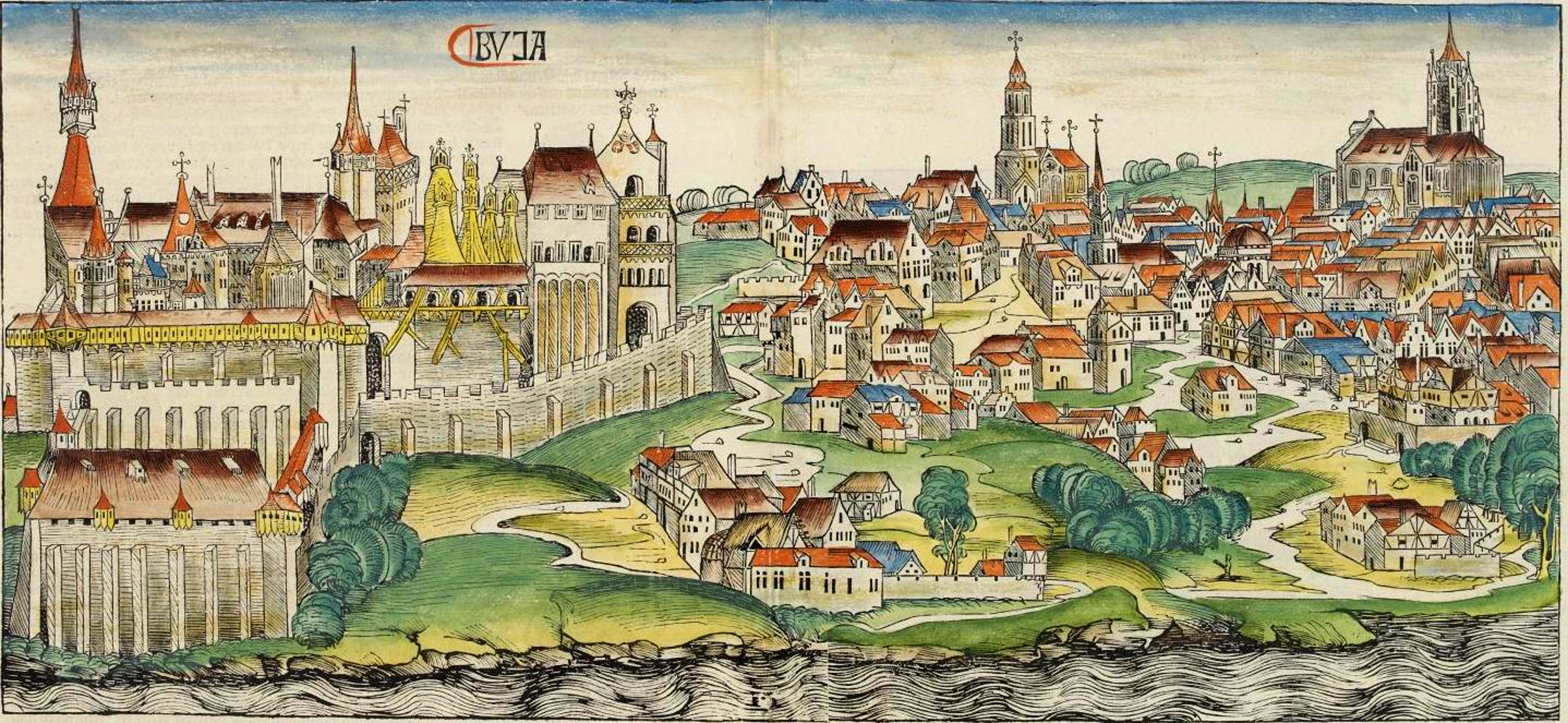
중세 부다성

부다페스트의 기록된 역사는 서기 89년경에 건설된 로마 제국의 아쿠인쿰(Aquincum) 성에서 시작된다. 이 성은 훗날의 오부더의 터에 가까운 곳에 자리잡았던 켈트족의 거주지역에 세워졌으며 106년부터 4세기 말까지는 로마 제국의 저(低) 판노니아(Lower Pannonia) 주의 주도였다. 훗날의 페슈트 자리에는 '아쿠인쿰 반대편'의 뜻인 콘트라 아쿠인쿰(Contra Aquincum) (또는 트란스 아쿠인쿰 Trans Aquincum)이 세워졌다.
900년경 이 지역에는 오늘날 헝가리인들의 조상인 마자르(Magyar)인들이 아르파드의 인솔하에 들어왔다. 이들은 판노니아와 도시를 점령하고, 1세기 후 헝가리 왕국을 세웠다. 이때 이미 중요한 성이었던 페슈트는 1241년 몽골제국의 바투가 이끄는 정서군(征西軍)의 침략을 받았다. 벨라 4세의 통치 하에, 곧 피해를 복구하였다. 그러나, 1247년부터 왕궁 소재지였던 부더가 페슈트를 대체하여 헝가리의 수도가 되었다.(1361년)
16세기 오스만 제국이 헝가리 거의 대부분을 정복하면서 수도의 자리를 잃게 된 이들 도시의 성장이 지체되었다. 페슈트는 모하치 전투에 의해 헝가리 왕국이 거의 붕괴된 1526년에 오스만제국에 의해 침략당했다. 1541년에는 부더가 점령되고 헝가리중앙부를 지배하는 오스만제국 속령으로서 부더주(州)가 설치되어 부더는 오스만 총독의 주류지가 되었다. 한편, 페슈토지구는 그 시기에 거의 대부분 버려진 상태였다. 1526년 이후, 명목 뿐이긴 하였으나 오스트리아 대공인 합스부르크 왕가가 헝가리 왕을 겸하게 되었다(헝가리 영토 거의 대부분은 잃었지만). 합스부르크가는 1686년 왕국령을 탈환하였다. 1686년 오스트리아의 합스부르크 왕가에 다시 점령될 때까지 페슈트는 상당히 낙후되었다.
1723년부터 왕국의 행정 기관 소재지였던 페슈트는 18세기와 19세기에 빠른 속도로 성장을 하게 되었다. 1873년 부더, 오부더와 합쳐진 후에도 부다페스트의 성장은 페슈트에서 주로 이루어졌다. 1800년에 이미 부더와 오부더를 합친 인구보다 많은 인구가 페슈트에서 살았으며 그 후 백 년 동안 20배로 증가하여 60만이 되었다. 같은 기간 부더와 오부더의 인구는 5배 증가에 그쳤다.

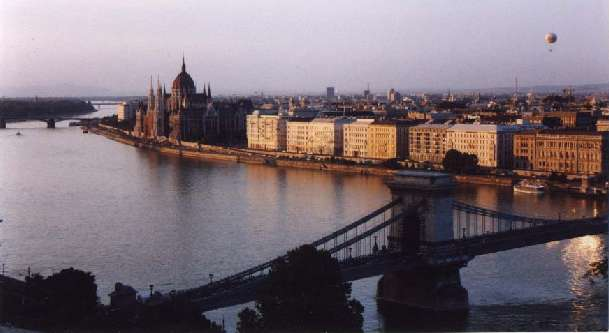
부다페스트 페슈트 지구 전경.
의회 건물과 다뉴브강이 보인다

부더와 오부더, 페슈트의 행정 통합은 1849년 헝가리의 혁명 정부가 처음 추진했지만 합스부르크 지배가 돌아오면서 철회되었다. 하지만 1867년 합스부르크와 헝가리의 대타협으로 헝가리 왕국의 자치 정부가 들어서면서 이들은 드디어 현재의 부다페스트로 합쳐졌다(오스트리아-헝가리 참조). 부다페스트의 총 인구는 1840년에서 1900년 사이 7배로 증가해 73만이 되었다. 1896년에는 런던, 이스탄불에 이어 세계에서 세 번째로 지하철이 개통됐다.
20세기 부다페스트의 인구 성장은 주로 외곽 지역에서 이루어졌다. 특히 헝가리의 산업이 수도에 집중되면서 우이페슈트(Újpest) 지역의 인구는 1890년-1910년간 2배 이상 증가했으며 키슈페슈트(Kispest) 인구는 1900년-1920년 사이에 5배 이상 증가했다. 제1차 세계 대전의 인명 피해와 1920년 헝가리 왕국이 원래 영토의 반 이상을 잃은 것도 부다페스트의 성장을 일시적으로밖에 막지 못하였다. 헝가리의 영토가 축소된 뒤에도 부다페스트가 독립한 헝가리의 수도가 되었던 것이다. 그리하여 1930년에 부다페스트의 인구는 백만이었으며 그 외곽 지역에는 40만이 더 살았다.
부다페스트에 거주하던 20만 유대인 인구의 3분의 1 정도가 제2차 세계 대전 때인 나치 독일 점령하에 행해진 홀로코스트(유대인 대학살)에 희생되었다. 곧이어 1944년 겨울에는 소련의 포위 공격으로 도시가 심하게 파괴되었다. 그 후 부다페스트는 1950년대와 1960년대에 재건되면서 헝가리의 공산 정부(1947년-1989년)가 1960년부터 추진한 실용주의 노선의 선전에 어느 정도 이용되기도 하였다. 1980년대 이후 부다페스트는 헝가리에서 전체적으로 나타난 이민 증가와 자연적 인구 감소로 인구가 줄어드는 추세다.

### 역대 인구

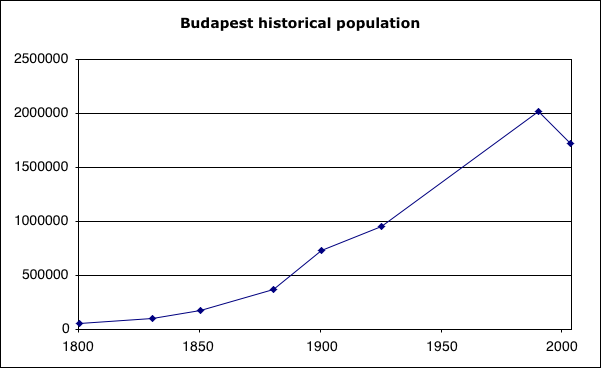
인구 그래프

| 연도                                                        | 인구      | ±%      |
| ----------------------------------------------------------- | --------- | ------- |
| 1784                                                        | 57,100    | —       |
| 1850                                                        | 206,339   | +261.4% |
| 1870                                                        | 302,086   | +46.4%  |
| 1880                                                        | 402,706   | +33.3%  |
| 1890                                                        | 560,079   | +39.1%  |
| 1900                                                        | 861,434   | +53.8%  |
| 1910                                                        | 1,110,453 | +28.9%  |
| 1920                                                        | 1,232,026 | +10.9%  |
| 1930                                                        | 1,442,869 | +17.1%  |
| 1941                                                        | 1,712,791 | +18.7%  |
| 1949                                                        | 1,590,316 | −7.2%   |
| 1960                                                        | 1,804,606 | +13.5%  |
| 1970                                                        | 1,945,083 | +7.8%   |
| 1980                                                        | 2,059,226 | +5.9%   |
| 1990                                                        | 2,016,681 | −2.1%   |
| 2001                                                        | 1,777,921 | −11.8%  |
| 2011                                                        | 1,729,040 | −2.7%   |
| 2020                                                        | 1,750,216 | +1.2%   |
| 1784, Population 2001 to 2019 Present-territory of Budapest |           |         |

## 행정 구역
부다페스트는 23개의 구로 이루어져 있으며, 각 구는 자체 지방 정부가 있다.

## 경제
부다페스트는 세계화 및 세계 도시 리서치 네트워크(GaWC, Globalization and World Cities Research Network)에서 '알파 세계 도시'(주요 세계 도시)로 분류됐다. 부다페스트는 헝가리의 종주도시로 헝가리의 국민 소득의 39%가 부다페스트에서 나온다. 부다페스트의 GMP는 2012년 1천억 달러였으며 이는 유럽연합 국가 도시 중 가장 높은 수치 중 하나였다.

## 교통
부다페스트의 시내 공공교통기관은 BKV(부다페스트교통공사)에 의해 일원적으로 운행되고 있다. 런던, 이스탄불에 이어 세계에서 세 번째로 영업을 개시한 부다페스트 지하철과 트램, 트롤리버스를 운행하고 있다. 4호선 및 6호선의 트램은 트램 노선으로서는 세계에서 제일 가는 이용자 수를 나타내고, 54m의 차량편성은 세계 최장이다. 48시간·72시간의 2종류가 있는 부다페스트카드를 구입한 경우, 무제한 승차할 수 있다. 헝가리국철(MÁV)은 시내의 주요 3개역(부다페스트 동역(Keleti, 페스트 쪽)· 부다페스트 서역(Nyugati, 페스트 쪽)·부다페스트 남역(Déli, 부더 쪽))을 시발점으로 하여 헝가리 국내와 유럽 각지에 열차를 운영하고 있다.
HÉV(Budapest commuter rail)에 의해 교외전차도 운행되고 있다. 그 밖에, 부다페스트 어린이 철도, 왕궁까지 올라가는 케이블카인 푸니쿨라(funicular) 등도 유명하다.
부다페스트의 항공 교통의 관문, 부다페스트 리스트 페렌츠 국제공항(Budapest Liszt Ferenc Nemzetközi Repülőtér)은 부다페스트 시내에서 동남쪽으로 약 16km인 페슈트뢰린츠에 위치해 있다. 위즈 에어와 LOT 폴란드 항공의 허브며, 말레브 헝가리 항공이 파산한 후 헝가리의 우방국인 폴란드의 국적사 LOT가 부다페스트를 허브로 편입하여 부다페스트를 오고 가는 대륙간 장거리 노선을 담당하고 있다. 대한민국에는 LOT가 2019년 4월 22일에 인천 - 부다페스트 직항을 첫 취항했고, 대한항공도 인천 - 부다페스트 노선에 취항할 예정이다.
네브리게드 장거리국제선 버스 터미널도 있다. 다뉴브강을 이용하여 브라티슬라바를 경유하여 빈으로 가는 국제항로도 MAHART Passnave에 의해 운항되고 있다. 선착장은 시내 중심부에서 걸어서 10분 거리에 있다.

## 문화

### 세계문화유산
1987년, "부다페스트, 다뉴브강안과 부다성"이라는 이름으로, 세계유산(세계문화유산)에 등록되었다. 2002년에 안드라시 거리 및 그 지하 (부다페스트 지하철)이 등록대상에 추가되어, 2003년에는 등록명칭이 "다뉴브강안, 부다성 지구, 안드레시 거리를 포함한 부다페스트"로 변경되었다.

#### 주요 등록 물건

국회의사당의 야경

- 부다 성 : 부다 성은 헝가리 국왕들이 살았던 역사적인 성채이다. 과거에는 왕궁(Királyi-palota) 또는 왕성(Királyi Vár)이라는 이름으로 불렸다. 부다 성은 중세와 바로크, 19세기 양식의 가옥들과 공공건물들로 유명한 옛 성곽 지역(Várnegyed) 옆에 있는 부다 언덕 남쪽 꼭대기에 지어졌다. 아담 클라크 광장과 푸니쿨라(계단식 열차) 옆 세체니 다리와 이어져 있다. 부다 성은 1987년 공표된 부다페스트 세계문화유산의 일부이기도 하다.
- 마차시 성당 : 1255년, 부다 성 내에 건축되어, 역대 국왕의 결혼식과 대관식의 장소로서 이용되었다. 1479년에 마차시 1세에 의해 대개축됨으로써, 높이 80미터의 첨탑이 증축되었다.
- 국회의사당 : 1904년에 완성된 네오 고딕 건축물로, 다뉴브 강변에 접하고 있다. 또한, 헝가리의 국장에도 포함되어 있는 성 이슈트반 왕관이 보관되어 있다.
- 세체니 다리 : 다뉴브강의 양안에 펼쳐진 부다지구와 페슈토지구를 연결한다.
- 안드라시 거리 : 2002년에 역사지구의 확장에 의해 추가된 거리이다. 거리 이름의 유래는, 건설을 추진하였던 안드라시 수상이다. 파리의 샹젤리제 거리를 모방하여 플라타너스를 나란히 심어놓은 거리이며, 세체니 다리의 끝에서 페슈토지구의 시민공원까지의 거리이다. 지하에 유라시아 대륙 처음의 지하철, 지상에는 성 이슈트반 대성당, 영웅광장, 세체니 온천, 리스트 음악원 등이 있다.

### 건축
리스트의 조국인 헝가리는 다뉴브 강변의 국회의사당을 중심으로 뚜렷한 사계절 속에 아름다운 문화·관광지가 빛나는 곳이다. 부다 성은 부다 지구의 남쪽에 있는 네오바로크 양식의 화려한 성이다. 13세기 후반 벨러 4세의 명으로 방어를 목적으로 처음 건설되었다. 이후 19세기 후반부터 대규모 공사가 이루어져 1905년 바로크와 네오바로크양식으로 완성되었고 제2차 세계대전 당시 파괴된 것을 1950년대에 복구하였다. 지금은 부다페스트 역사박물관과 국립박물관, 국립도서관으로 쓰이고 있으며, 성 곳곳에서 공연이 열리기도 한다. 고대에서부터 세계 2차대전까지 무기류 및 미술품, 노동운동의 역사에 관한 자료 등을 볼 수 있다. 어부의 성채(Halászbástya)는 부다의 구릉 뒤에 위치한 신 로마네스크 양식의 성이다. 뾰족한 고깔 모양의 일곱 개의 탑이 마치 동화 속의 성을 연상케 한다. 일곱 개의 탑은 수천년 전 나라를 세운 일곱 개의 마자르 족을 상징한다. 어부의 성채란 이름의 유래는 두 가지인데, 하나는 지역방위를 위하여 18세기에 어부들이 축조하여 놓았기 때문이라는 것이고, 다른 하나는 옛날에 어시장이 있던 장소 때문이라는 설이다. 이곳에서는 다뉴브 강변의 아름다운 도시 전경이 한눈에 들어온다.

### 문학 속의 부다페스트
한국의 시인 김춘수는 시(詩), "부다페스트에서의 소녀의 죽음"에서 1956년 헝가리 혁명을 묘사하고 있다.

## 관광
네오 고딕 스타일의 헝가리 국회의사당 건물은 헝가리에서 가장 큰 건물(길이 268m)로 헝가리의 성 이슈트반 왕관이 전시되어 있다.
- 구 시가지
- 마차시 성당(Mátyás templom)
- 부다 성(Budai Vár)
- 성 이슈트반 대성당(St. Stephen's Basilica)
- 세체니 다리(Széchenyi Lánchíd)
- 어부의 요새(Halaszbastya)
- 치타델라(Citadella)
- 헝가리 국회의사당(Országház)

## 갤러리

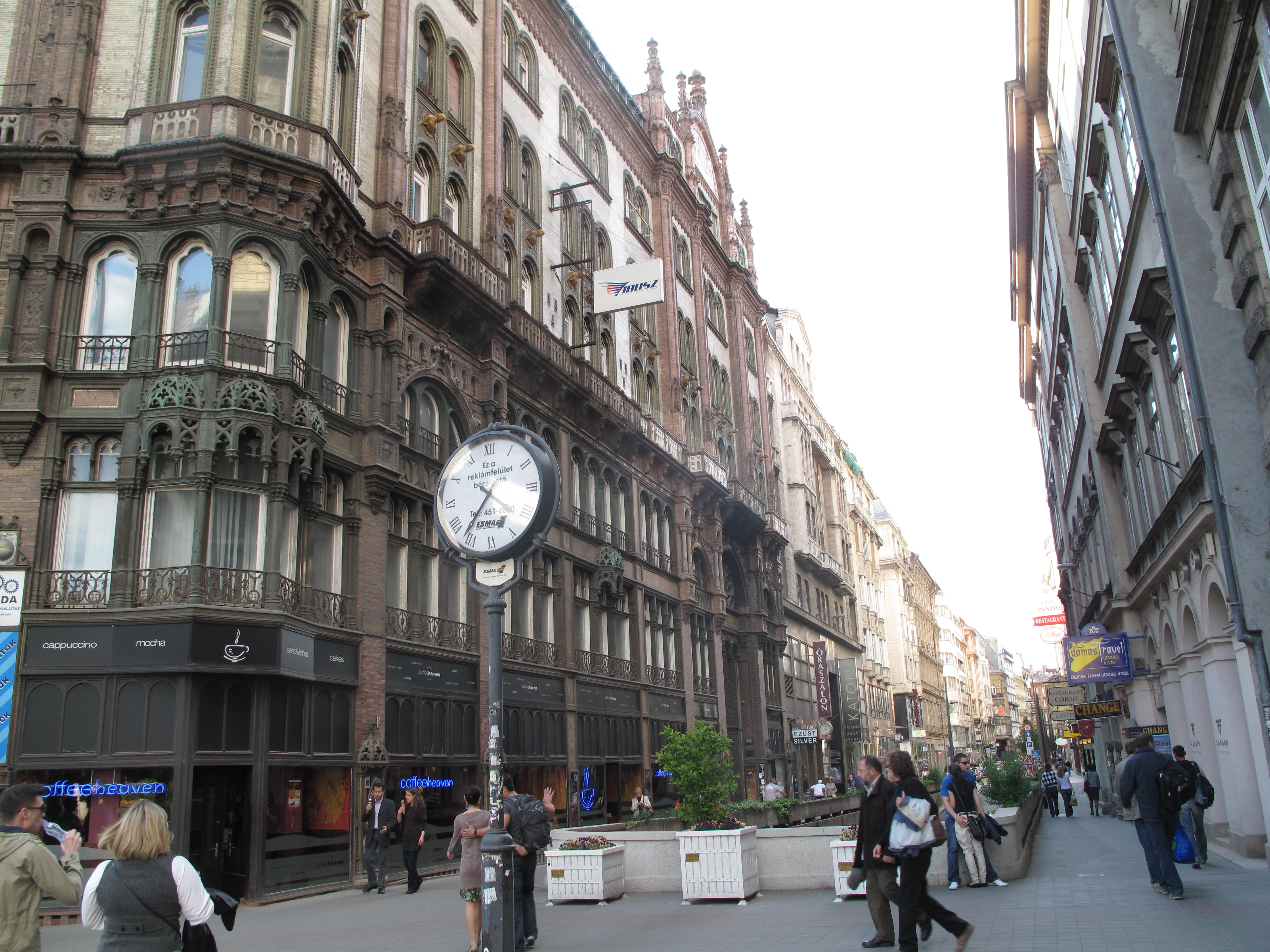
구시가지 거리
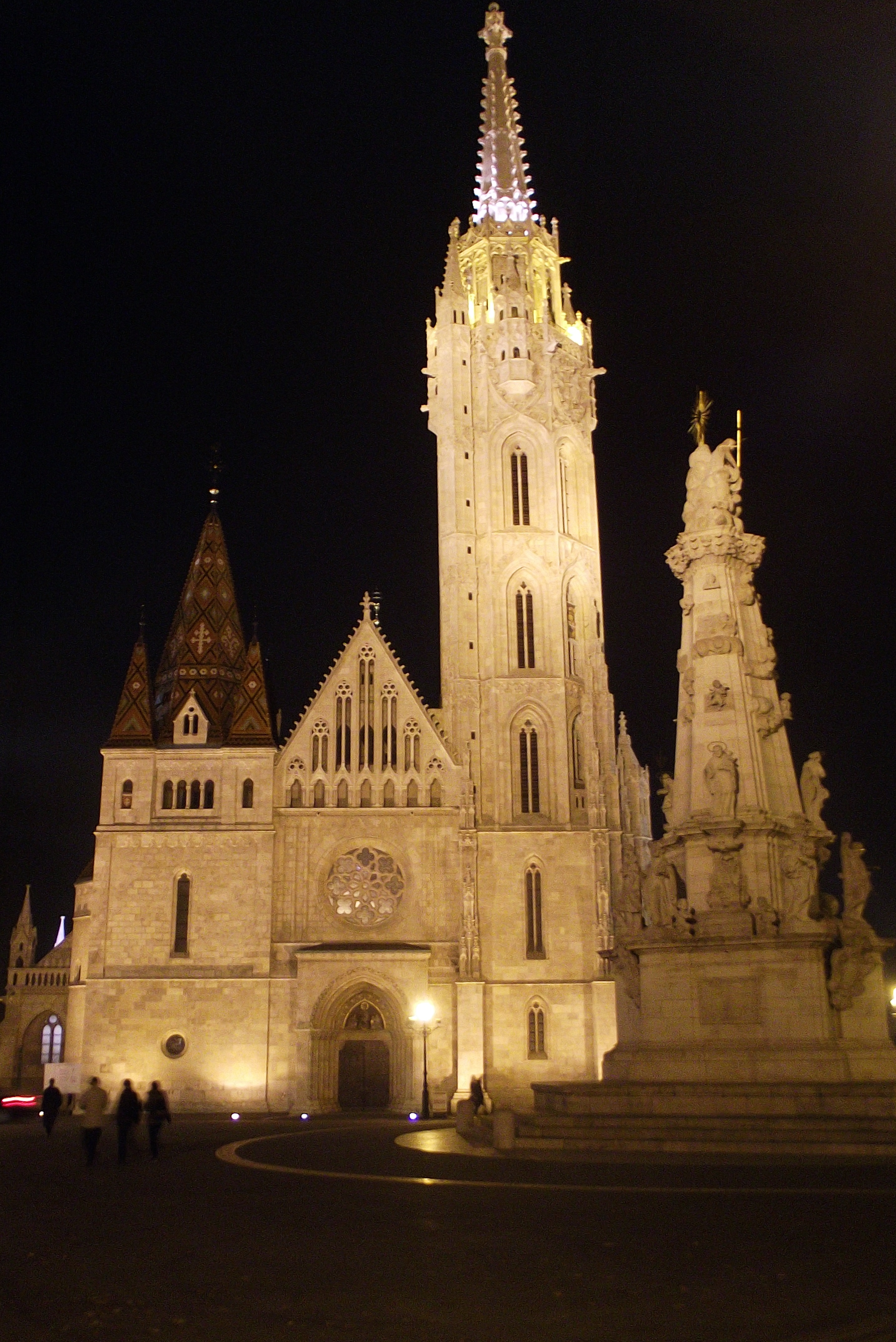
마차시 성당
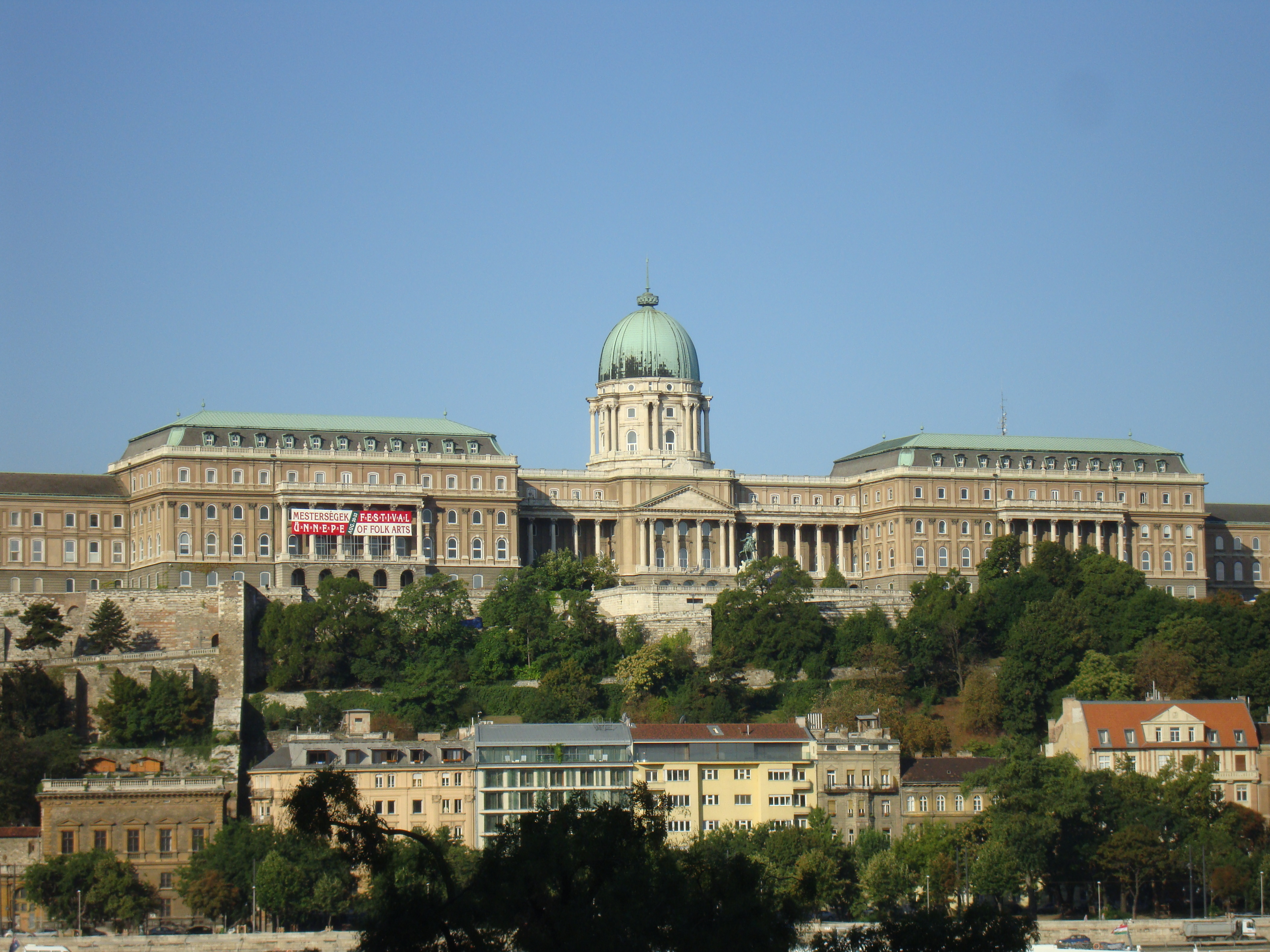
부다 성
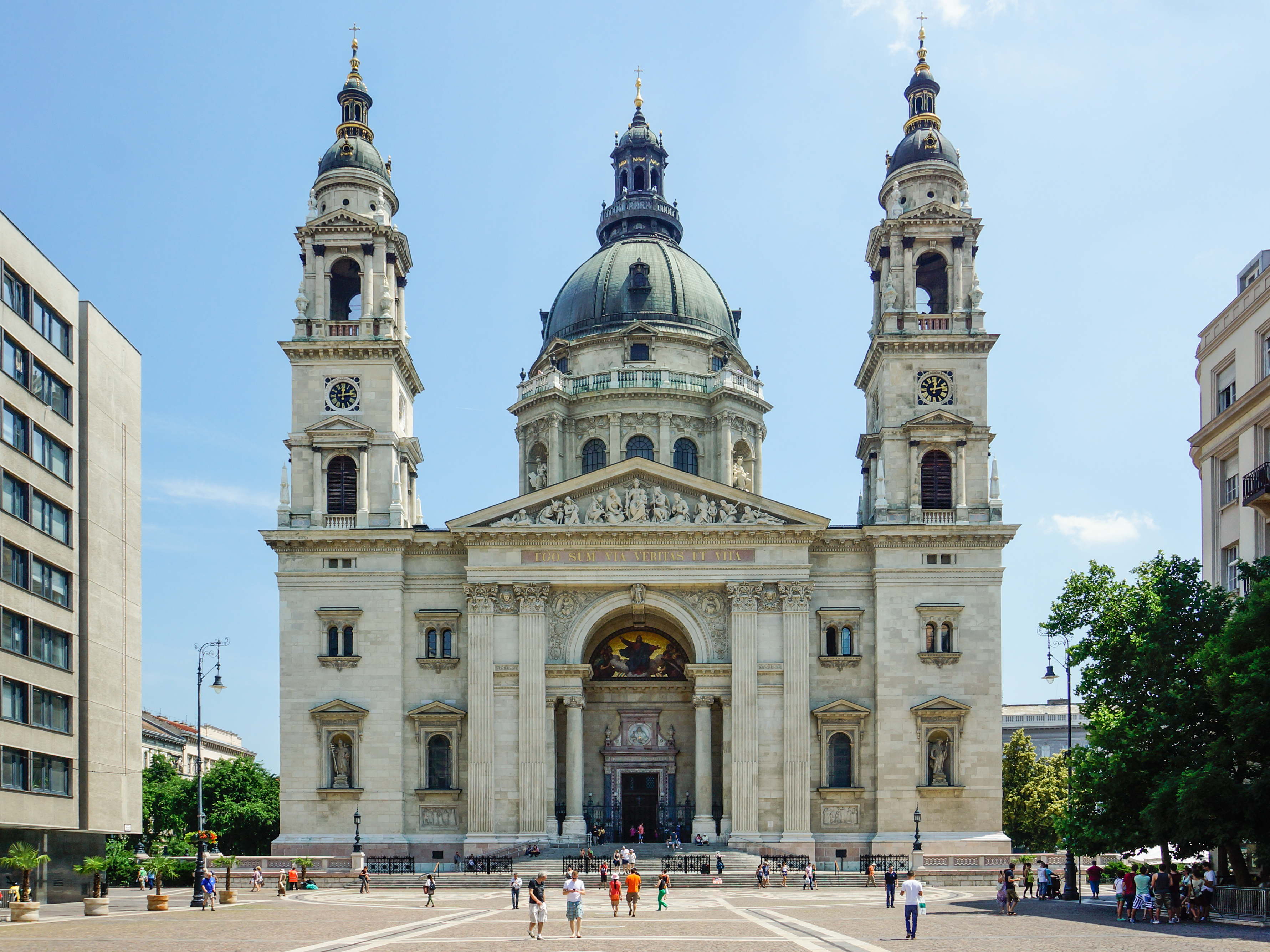
성 이슈트반 대성당
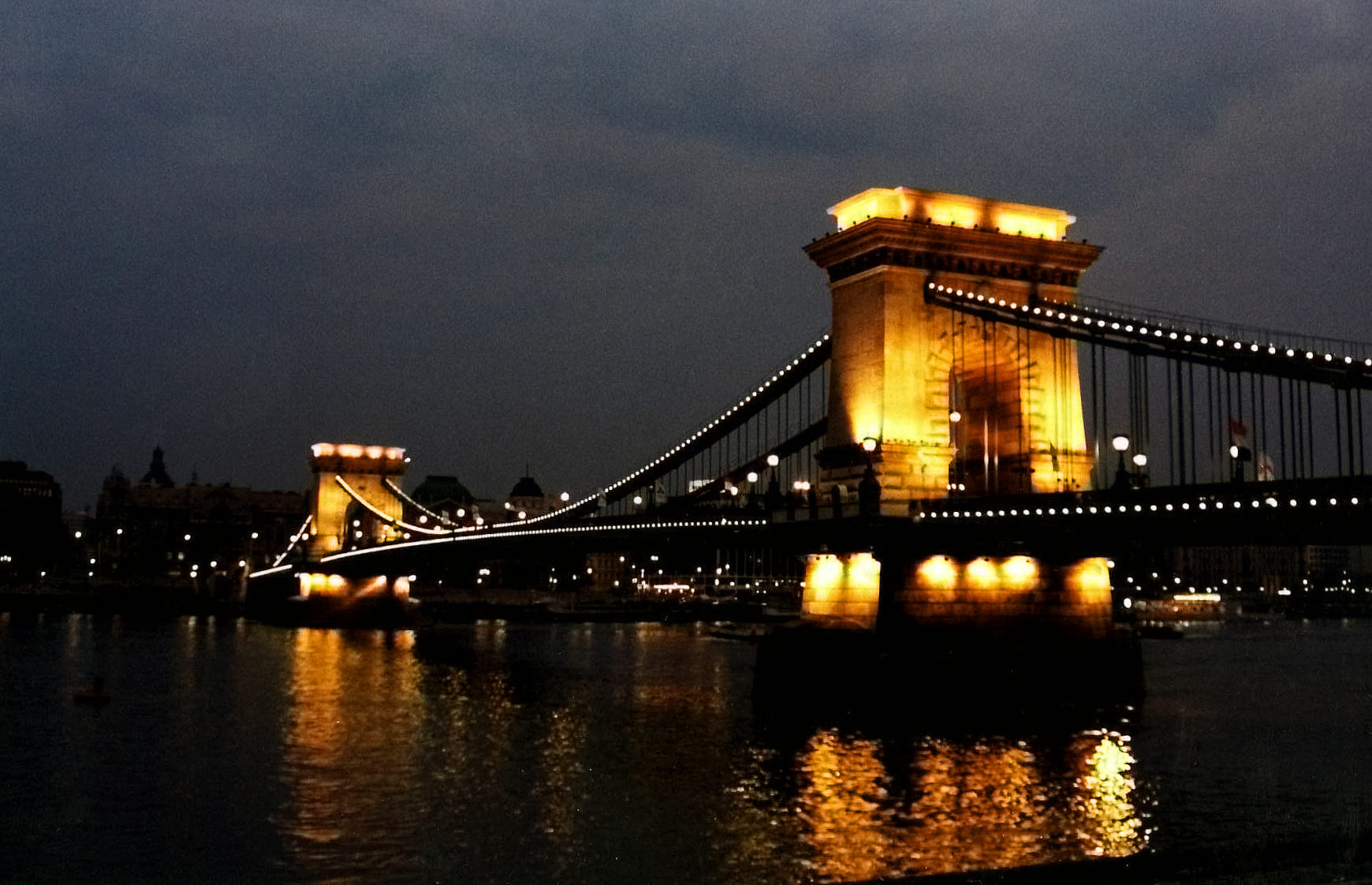
세체니 다리
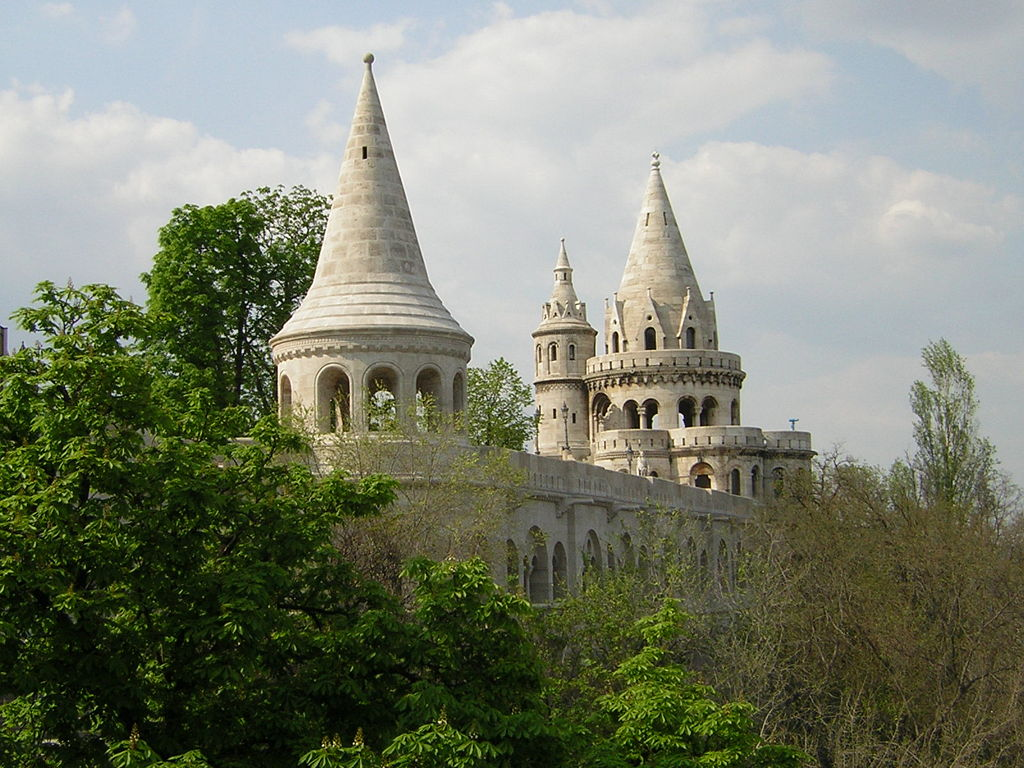
어부의 요새
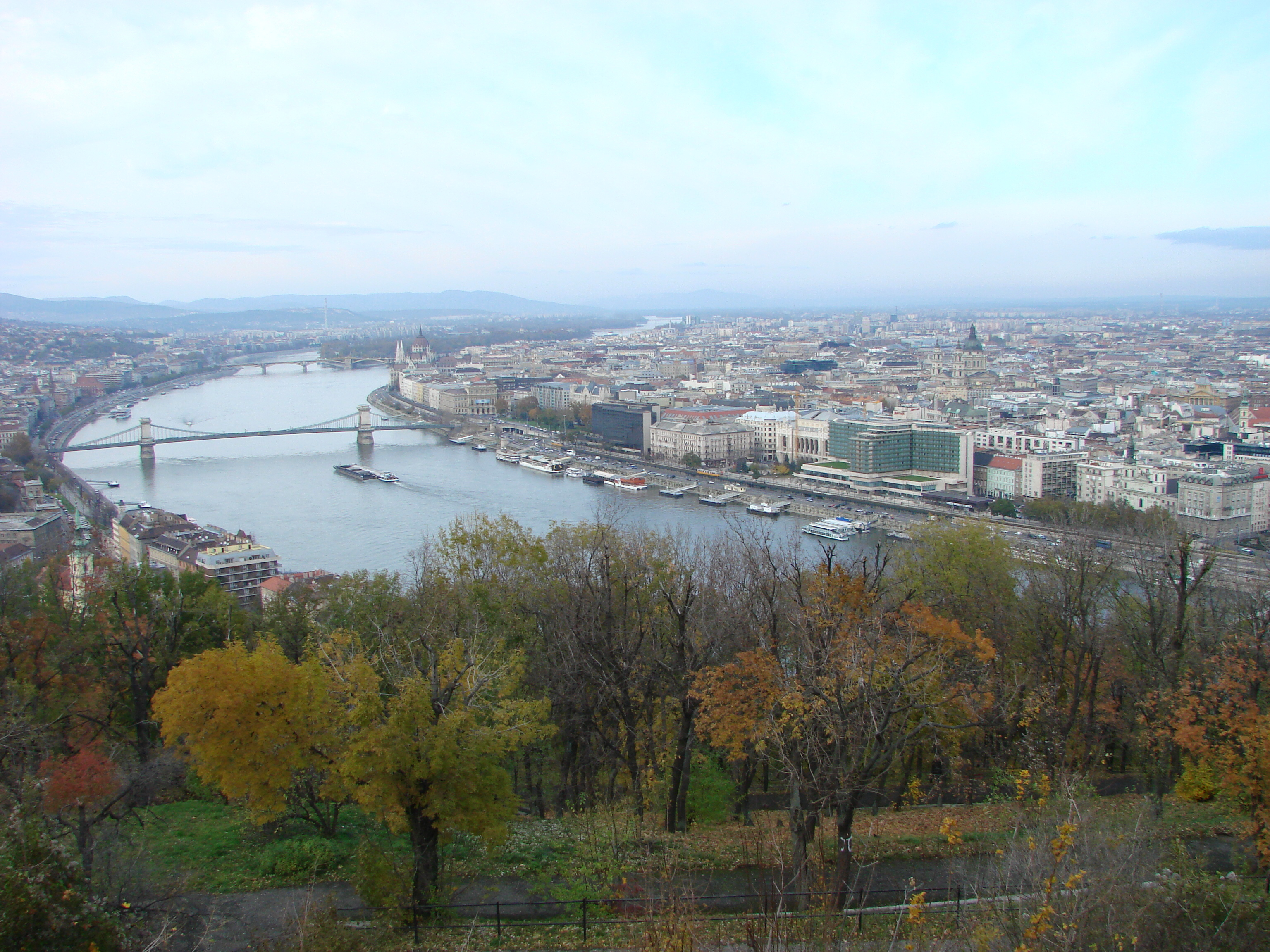
치타델라에서 바라본 부다페스트 시내
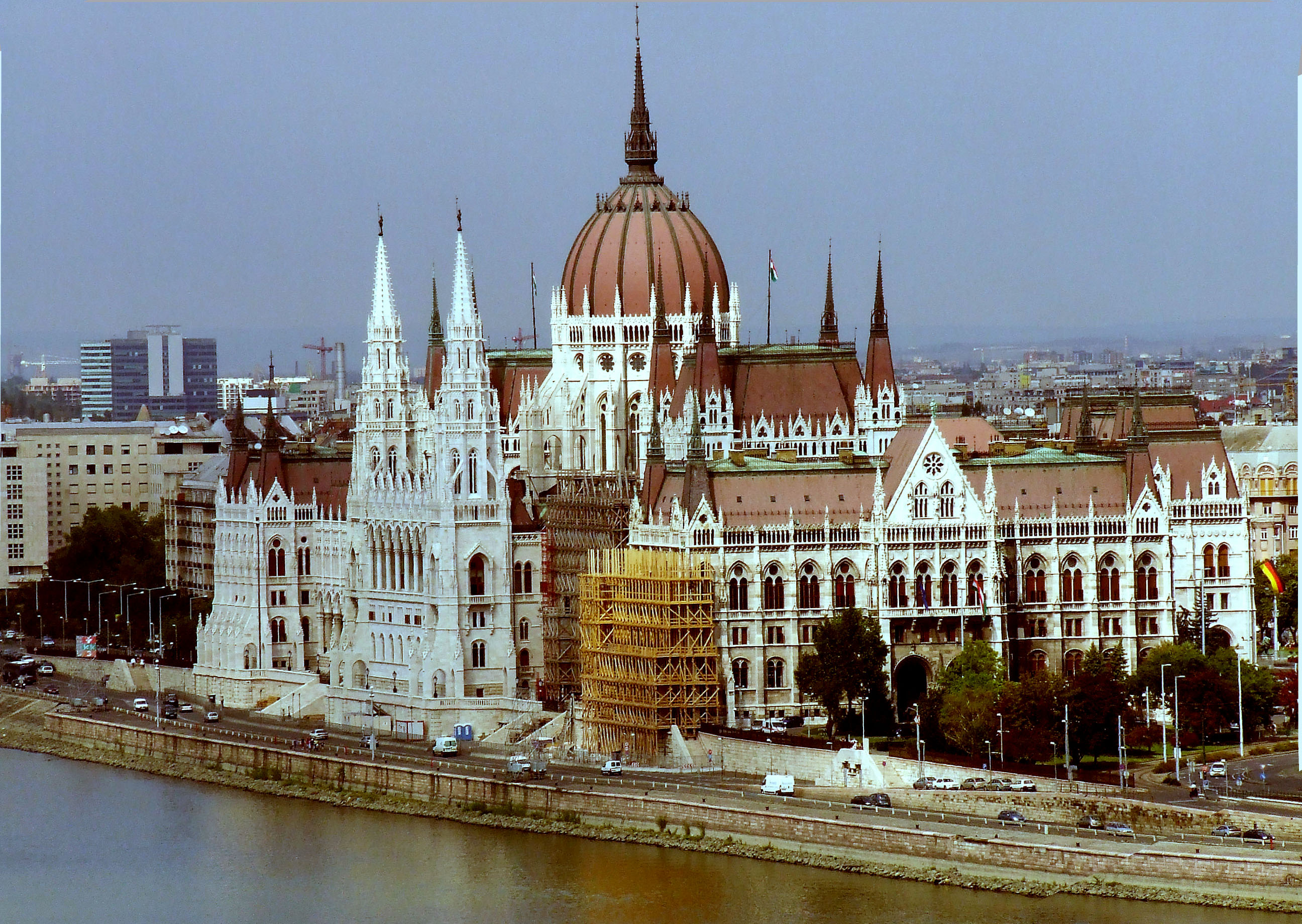
헝가리 국회의사당

## 기후
| 부다페스트의 기후                                                    | 부다페스트의 기후 | 부다페스트의 기후 | 부다페스트의 기후 | 부다페스트의 기후 | 부다페스트의 기후 | 부다페스트의 기후 | 부다페스트의 기후 | 부다페스트의 기후 | 부다페스트의 기후 | 부다페스트의 기후 | 부다페스트의 기후 | 부다페스트의 기후 | 부다페스트의 기후 |
| 월                                                                   | 1월               | 2월               | 3월               | 4월               | 5월               | 6월               | 7월               | 8월               | 9월               | 10월              | 11월              | 12월              | 연간              |
| -------------------------------------------------------------------- | ----------------- | ----------------- | ----------------- | ----------------- | ----------------- | ----------------- | ----------------- | ----------------- | ----------------- | ----------------- | ----------------- | ----------------- | ----------------- |
| 역대 최고 기온 °C (°F)                                               | 18.1 (64.6)       | 20.6 (69.1)       | 26.1 (79.0)       | 32.0 (89.6)       | 34.0 (93.2)       | 39.5 (103.1)      | 40.7 (105.3)      | 40.0 (104.0)      | 37.6 (99.7)       | 30.8 (87.4)       | 23.4 (74.1)       | 19.3 (66.7)       | 40.7 (105.3)      |
| 일평균 최고 기온 °C (°F)                                             | 3.0 (37.4)        | 5.8 (42.4)        | 11.3 (52.3)       | 17.9 (64.2)       | 22.6 (72.7)       | 26.2 (79.2)       | 28.1 (82.6)       | 28.0 (82.4)       | 22.5 (72.5)       | 16.4 (61.5)       | 9.4 (48.9)        | 3.5 (38.3)        | 16.2 (61.2)       |
| 일일 평균 기온 °C (°F)                                               | 0.0 (32.0)        | 2.0 (35.6)        | 6.6 (43.9)        | 12.4 (54.3)       | 16.9 (62.4)       | 20.7 (69.3)       | 22.5 (72.5)       | 22.3 (72.1)       | 16.9 (62.4)       | 11.3 (52.3)       | 5.9 (42.6)        | 0.8 (33.4)        | 11.5 (52.7)       |
| 일평균 최저 기온 °C (°F)                                             | −2.5 (27.5)       | −1.3 (29.7)       | 2.3 (36.1)        | 7.1 (44.8)        | 11.6 (52.9)       | 15.2 (59.4)       | 16.7 (62.1)       | 16.6 (61.9)       | 12.2 (54.0)       | 7.2 (45.0)        | 3.1 (37.6)        | −1.4 (29.5)       | 7.2 (45.0)        |
| 역대 최저 기온 °C (°F)                                               | −27.1 (−16.8)     | −25.0 (−13.0)     | −15.5 (4.1)       | −7.2 (19.0)       | −3.3 (26.1)       | 0.5 (32.9)        | 4.0 (39.2)        | 5.0 (41.0)        | −3.1 (26.4)       | −9.5 (14.9)       | −16.4 (2.5)       | −22.0 (−7.6)      | −27.1 (−16.8)     |
| 평균 강수량 mm (인치)                                                | 31 (1.2)          | 33 (1.3)          | 32 (1.3)          | 36 (1.4)          | 67 (2.6)          | 66 (2.6)          | 75 (3.0)          | 61 (2.4)          | 52 (2.0)          | 45 (1.8)          | 48 (1.9)          | 40 (1.6)          | 586 (23.1)        |
| 평균 강수일수 (≥ 1.0 mm)                                             | 6                 | 6                 | 5.7               | 5.7               | 8                 | 6.6               | 6.4               | 5.6               | 5.6               | 6.7               | 7.1               | 6.8               | 76.2              |
| 평균 상대 습도 (%)                                                   | 79                | 74                | 66                | 59                | 61                | 61                | 59                | 61                | 67                | 72                | 78                | 80                | 68                |
| 평균 월간 일조시간                                                   | 53.8              | 83.4              | 133.4             | 179.5             | 233.8             | 250.6             | 279.4             | 253.8             | 195.7             | 150.7             | 65.1              | 49.2              | 1,928.4           |
| 출처 1: 헝가리 기상청 (평년값: 1991년~2020년, 극값: 1870년~현재)     |                   |                   |                   |                   |                   |                   |                   |                   |                   |                   |                   |                   |                   |
| 출처 2: 미국 해양대기청 (강수일수, 상대습도/일조시간: 1961년~1990년) |                   |                   |                   |                   |                   |                   |                   |                   |                   |                   |                   |                   |                   |

## 자매 도시
- 불가리아 소피아
- 프랑스 파리 (1956년)
- 이스라엘 텔아비브 (1989년)
- 오스트리아 빈 (1990년)
- 독일 프랑크푸르트 (1990년)
- 미국 포트워스 (1990년)
- 루마니아 부쿠레슈티 (1991년)
- 미국 뉴욕 (1992년)
- 독일 베를린 (1992년)
- 포르투갈 리스본 (1992년)
- 우크라이나 리비우 (1993년)
- 크로아티아 자그레브 (1994년)
- 대한민국 대전 (1994년)
- 보스니아 헤르체고비나 사라예보 (1995년)
- 슬로바키아 코시체 (1997년)
- 중국 베이징시 (2005년)
- 폴란드 바르샤바 (2005년)
- 태국 방콕 (2007년)
- 이탈리아 피렌체 (2008년)
- 인도네시아 자카르타 (2009년)